# Elektronischer Sucher

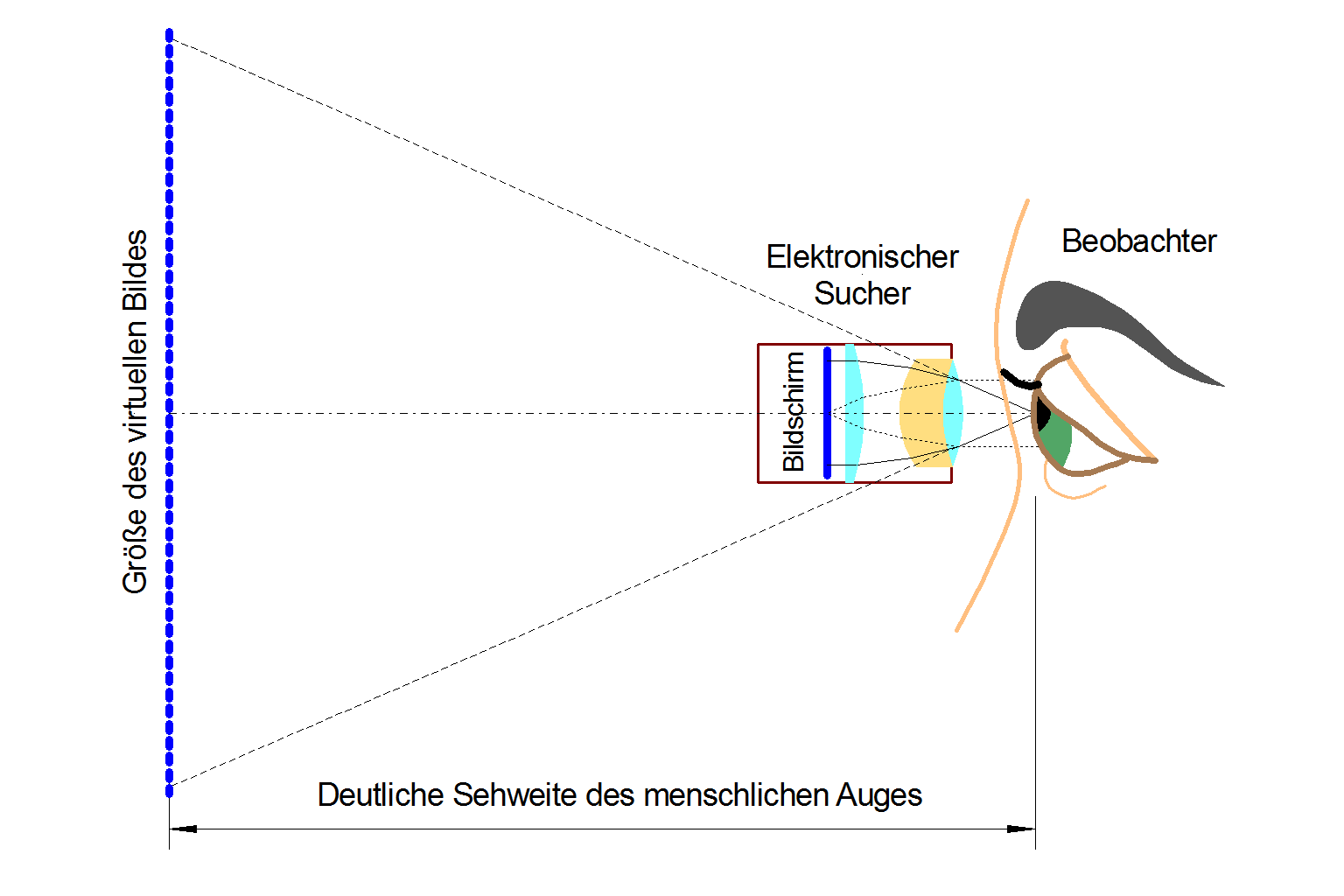
Prinzip eines elektronischen Suchers: Das Bild eines kleinen Bildschirms im elektronischen Sucher wird mit Hilfe eines Systems von Sammellinsen in einem Okular nach Kellner virtuell abgebildet und vergrößert, so dass der Betrachter (rechts) es bei der deutlichen Sehweite erkennen kann.

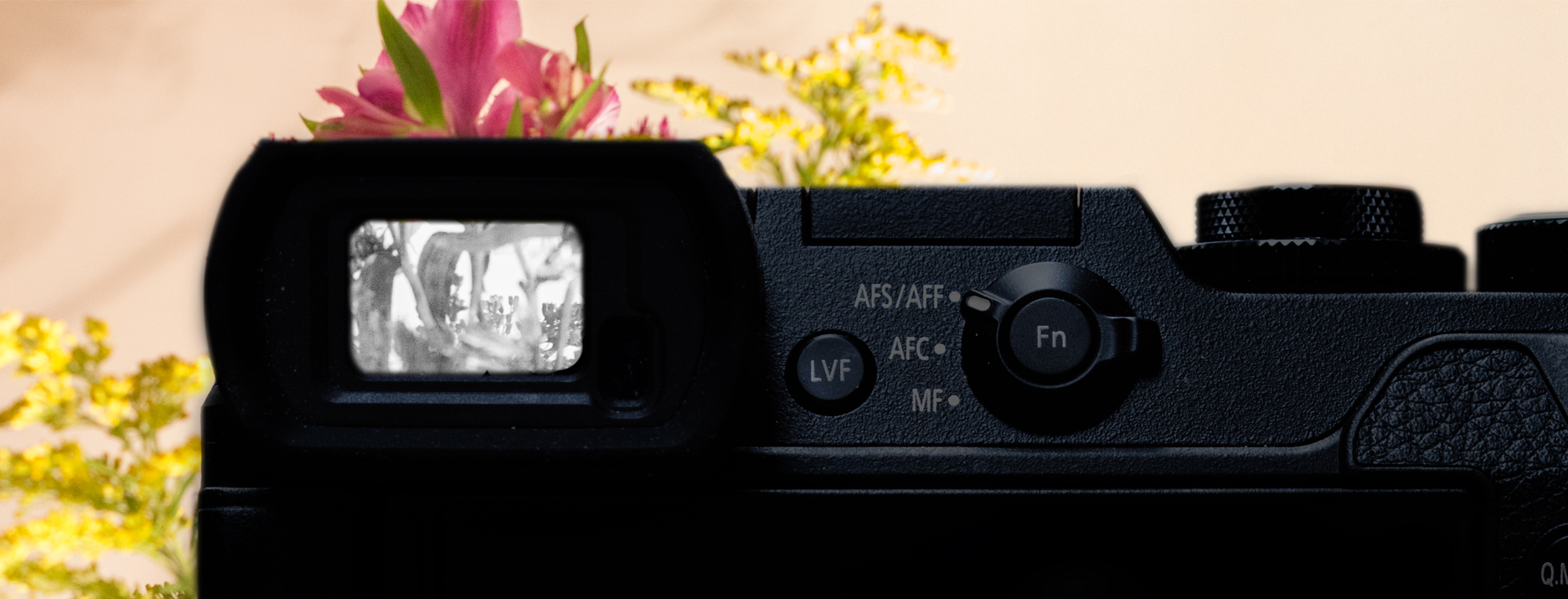
Digitalkamera mit monochromer Live-View-Darstellung einer farbigen Szene in einem elektronischen Sucher

Ein elektronischer Sucher (englisch: electronic viewfinder (EVF)) ist ein Sucher mit einem sehr kleinen Bildschirm, dessen virtuelles Bild über ein optisches System mit einem Auge betrachtet wird.
In Digital- und Videokameras werden zu diesem Zweck Flüssigkristallanzeigen oder OLED-Bildschirme eingesetzt, die im Live-View-Modus betrieben werden. Bevor diese Technologie verfügbar war, wurden kleine Röhrenbildschirme eingebaut, beispielsweise in Fernsehkameras. Der Fotograf beziehungsweise Kameramann betrachtet im elektronischen Sucher das durch das Objektiv elektronisch aufgenommene Bild und kann so den exakten Bildausschnitt und weitere Informationen sehen. Zur Anpassung des Suchers an die Sehschärfe des Nutzers kann durch Verändern der Linsenlage im Sucher häufig ein Dioptrienausgleich durchgeführt werden.

## Vor- und Nachteile

### Vorteile gegenüber einem optischen Sucher
- Der Sucher zeigt das Bild bereits unter Berücksichtigung der Einstellungen für die Belichtung, den Weißabgleich, die Farbsättigung und andere Effekte.
- Ein elektronischer Sucher kann nach einer Aufnahme auch zur Bildwiedergabe genutzt werden. Der Fotograf kann mit dem Sucher ohne die Kamera vom Auge abzusetzen sofort nach der Aufnahme eine Bildkontrolle durchführen. Das ist insbesondere in hellen Umgebungen sinnvoll, da beim Blick in einen Sucher weniger Streulicht den Kontrast im Bild verringert als beim Blick auf einen (rückwärtigen) Bildschirm.
- Ein elektronischer Sucher zeigt das Bild auch unabhängig vom gewählten Bildseitenverhältnis oder dem eingestellten Digitalzoom immer mit kompletter Bildfeldabdeckung.
- Ein elektronischer Sucher kann bereits während der Aufnahme Sucherbilder mit den von der Kameraelektronik kompensierten Abbildungsfehlern (Verzeichnung, chromatische Aberration, Vignettierung) anzeigen.
- Bei Kameras mit bildstabilisiertem Bildsensor zeigt ein elektronischer Sucher ein ruhigeres Bild an.
- In dunkler Umgebung oder bei der Überprüfung der Bilder mit kleiner Blende (Abblenden) kann das Bild heller und somit besser erkennbar dargestellt werden.
- Der Sucher kann auch im Videomodus oder bei (geräuschlosem) elektronischem Verschluss benutzt werden.[2]
- Keine Parallaxe zwischen den optischen Achsen von Sucher und Objektiv.
- Es können zusätzliche Informationen in erheblich größerem und flexibleren Maße eingeblendet werden, wie zum Beispiel ein Histogramm mit den Belichtungswerten oder Hervorhebungen von überbelichteten Bildbereichen,[3] Fokus-Peaking, eine Softwarelupe, Gesichtserkennung (gegebenenfalls auch mit Augenerkennung), die Verfolgung eines auf ein Motiv eingestellten Schärfepunktes, eine elektronische Wasserwaage oder Hilfs- beziehungsweise Gitterlinien für die Ausrichtung der Kamera an Objektkanten oder für die Panoramafotografie.[2] Bei manchen Kameras mit berührungsempfindlichem Bildschirm kann dieser während der Benutzung des elektronischen Suchers zur Steuerung der im Sucherbild eingeblendeten Information verwendet werden, wie zum Beispiel bei der Auswahl eines Menüpunktes oder des Autofokus-Bereiches sowie für die Festlegung der Lage des Histogramms.[4]

Sucherbilder mit zusätzlicher ...
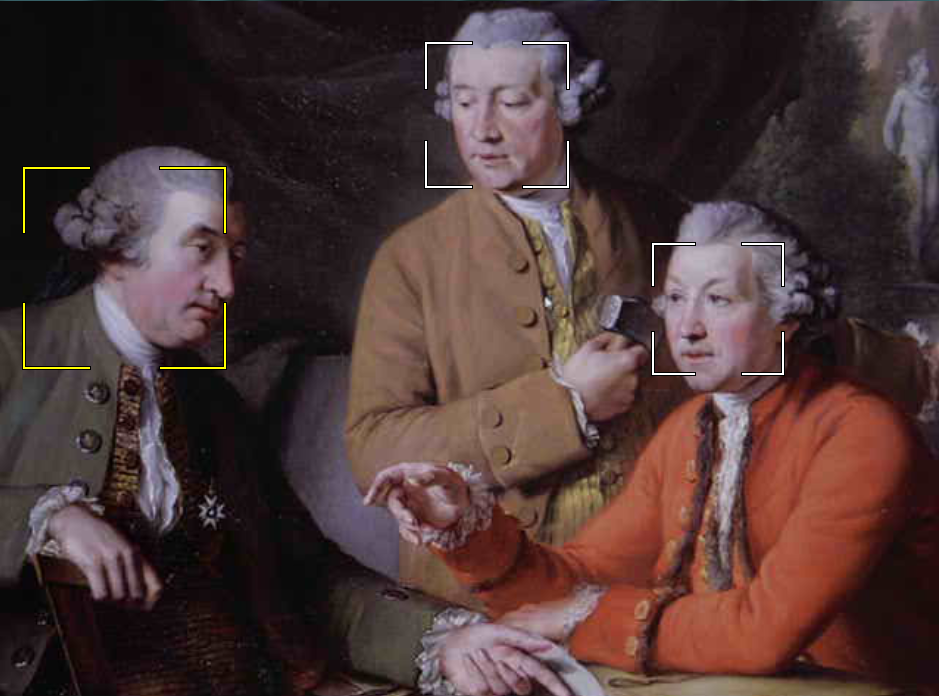
… Markierung der erkannten und scharf eingestellten Gesichter
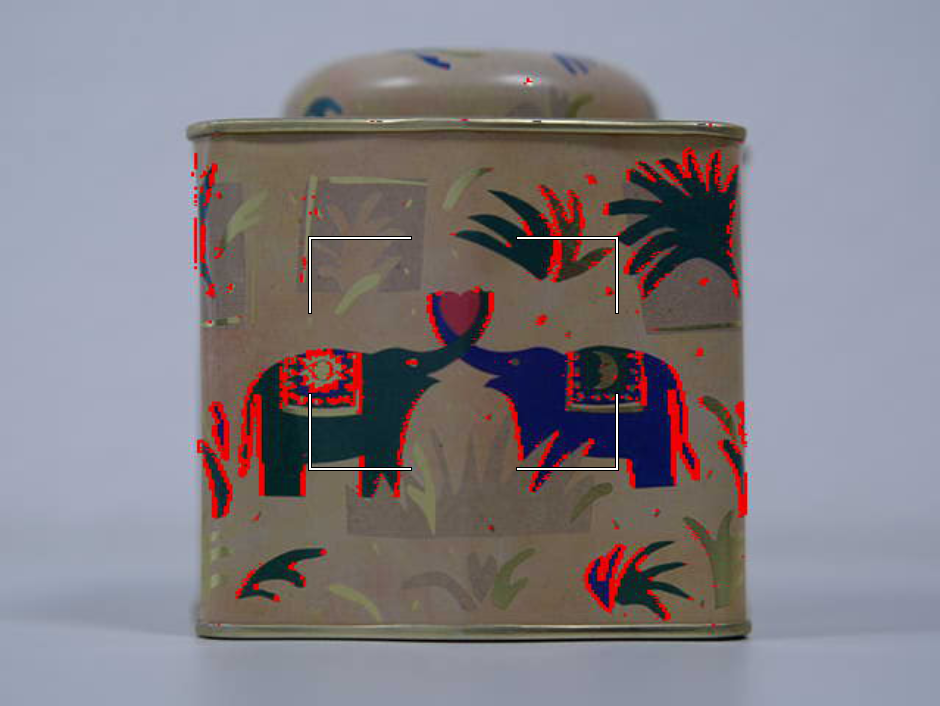
… rot markierter Hervorhebung aller scharf eingestellten Kanten (Fokus-Peaking)
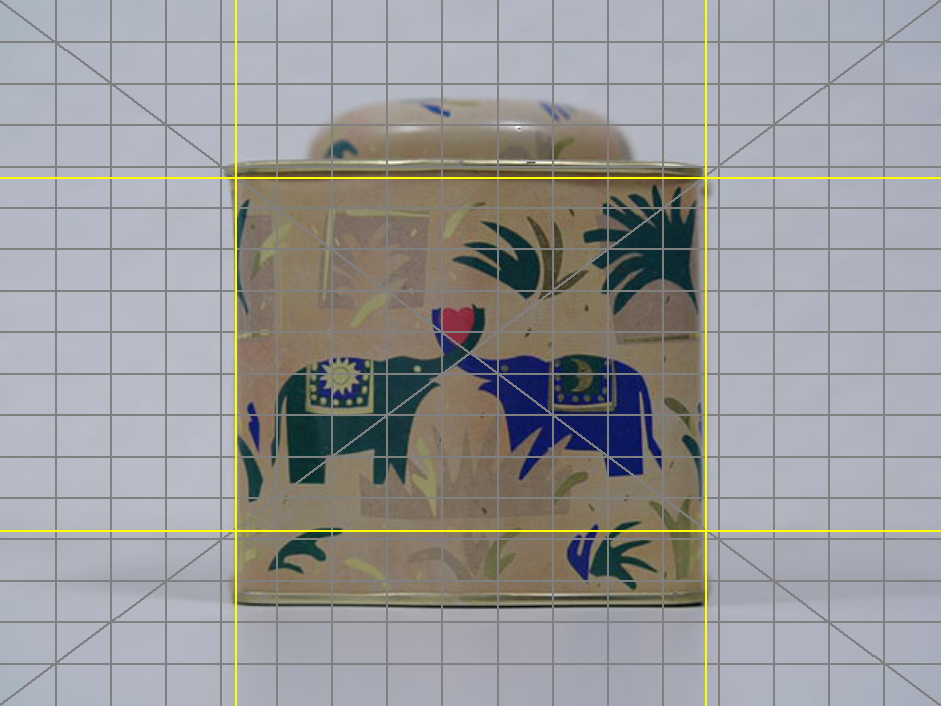
… Darstellung von Gitter- und Rasterlinien zur Ausrichtung von Objektkanten
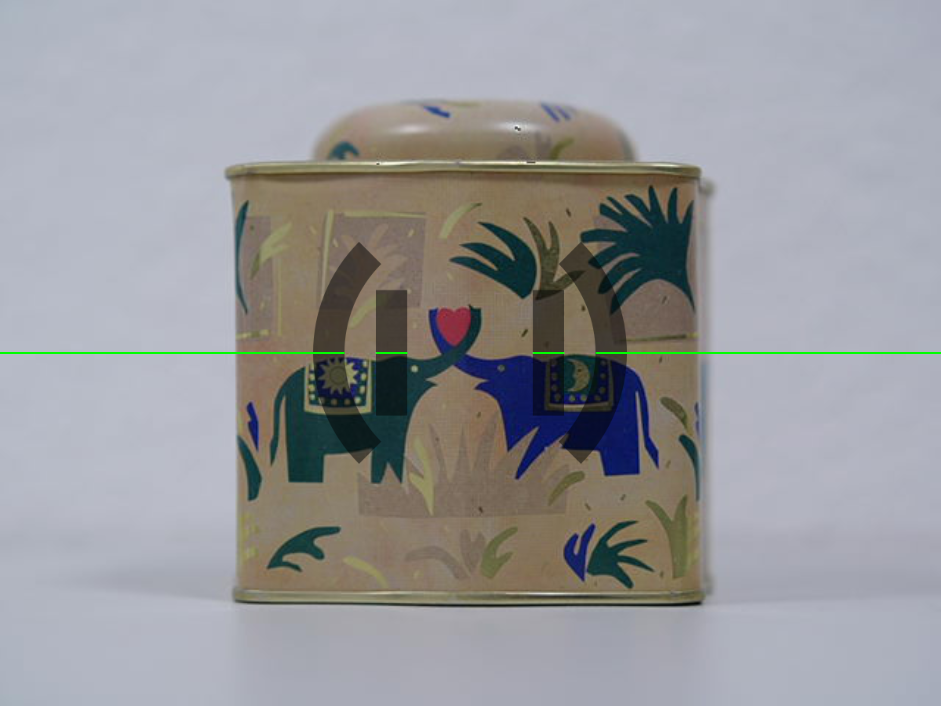
… Einblendung von Hilfslinien zur lotrechten Ausrichtung der Kamera (Rollen und Nicken)
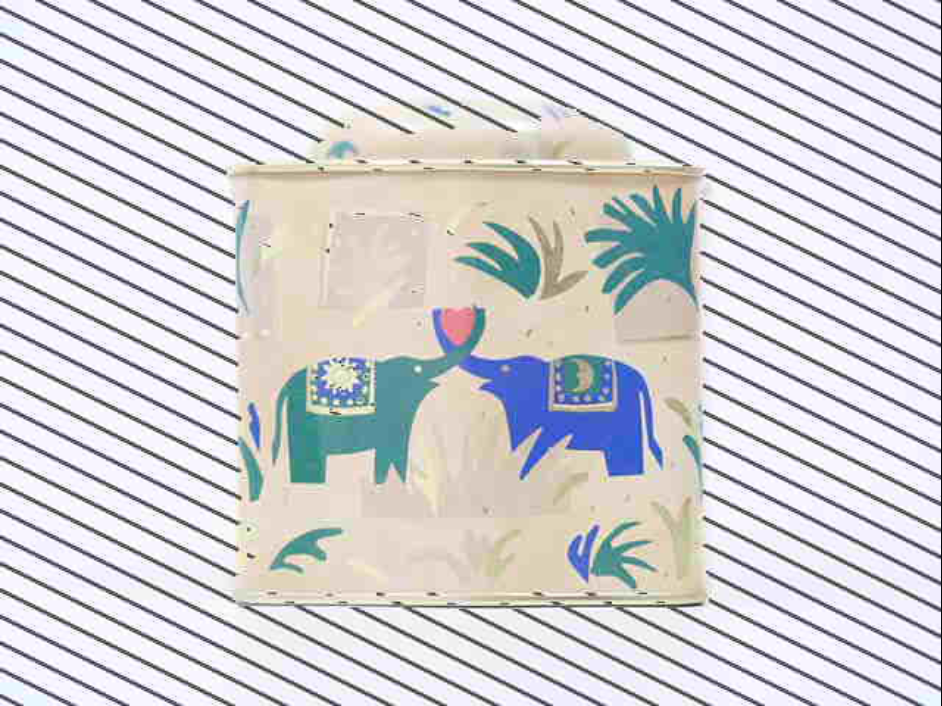
… Kennzeichnung der überbelichteten Bildbereiche mit einem Zebramuster

### Nachteile gegenüber einem optischen Sucher
- Elektronische Sucher benötigen elektrische Energie.
- Je nach interner Verzögerungszeit bei der Signalverarbeitung kommt es bei Kameraschwenks oder sich bewegenden Motiven unter Umständen zu wahrnehmbaren Verzögerungen in der Darstellung des angezeigten Bildes. Diese Verzögerung ist von der Geschwindigkeit der Bildaufnahme, der bildverarbeitenden Prozeduren und der Anzeige abhängig. OLED-Sucher bieten inzwischen allerdings Bildwiederholfrequenzen von bis zu 240 Bildern pro Sekunde.[1]